# 王寧 (ニュースキャスター)
王寧（おう ねい、1964年7月11日—）は、中華人民共和国のニュースキャスター。

## 略歴
1964年7月11日、山東省青島市生まれ。
1983年には、地元のテレビ局で実習をしていた。
1986年に中国伝媒大学に入学し、卒業後は中国中央電視台（CCTV）国営放送のメインニュース番組『新聞聯播』のニュースキャスターとなった。
1988年に、劉純燕（中国中央電視台のテレビ番組『大風車』の司会）と結婚。

## テレビ番組
- 新聞30分
- 晩間新聞
- 整点新聞
- 新聞聯播

## 受賞
2004年、中央人民広播電台「中国之声」最受歡迎主持人。
2005年、「中国新聞賞」直播類節目一等賞。
2008年、テレビ番組『讀書』、2008全国十大優秀文化テレビ番組賞。
2010年、『綜藝』、国家新聞出版広電総局年度最具潜質主持人。
2011年、第六回中国中央電視台（CCTV）テレビ番組主持人大賽金賞。
2012年、『文化正午』、中国広播影視大賞。